# 日峰张恨水旧居
日峰张恨水旧居是一处近现代重要史迹及代表性建筑，位于江西省黎川县日峰镇南津街新丰桥。2018年3月9号，公布为第六批江西省文物保护单位，编号6-5-363。